# Corrente ascensionale
Una corrente ascensionale è formata da una massa d'aria che sale di quota.

## Descrizione

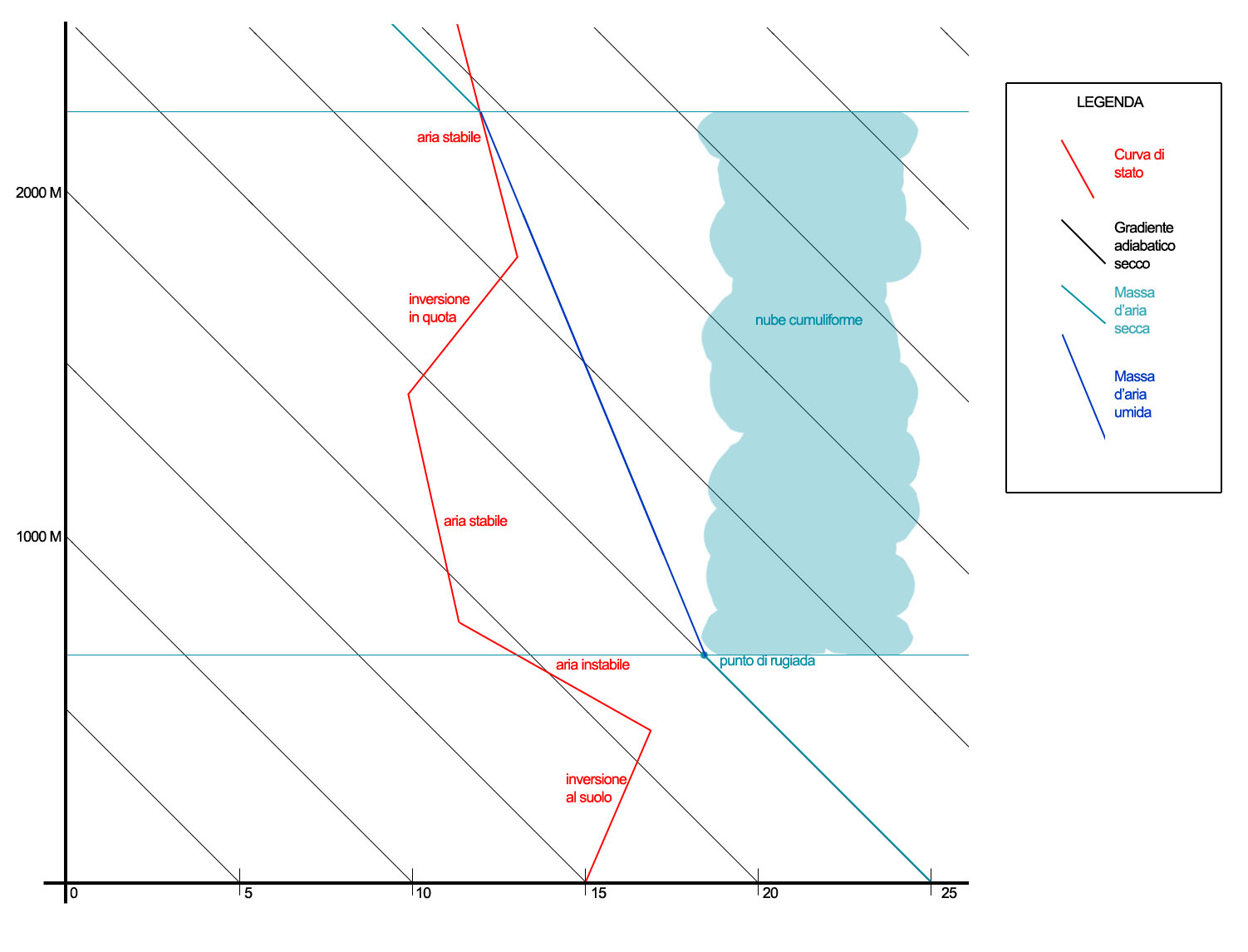
In questo esempio una massa d'aria a 25° C al suolo sale e la sua temperatura diminuisce secondo il gradiente adiabatico secco. A circa 1000 m condensa e quindi comincia a raffreddarsi più lentamente, secondo il gradiente adiabatico saturo, e forma la nuvola. Quando questa massa d'aria in movimento raggiunge la temperatura dell'aria che la circonda, si ferma e finisce la nuvola. La curva di stato rappresenta la temperatura dell'aria ferma: se è poco pendente verso sinistra è instabile, se è molto pendente verso sinistra è stabile, se pende verso destra si tratta di un'inversione termica, che è molto stabile.

L'aria calda (ma anche quella fredda) salendo si espande e quindi si raffredda secondo il gradiente adiabatico secco, che equivale a 0,976 °C ogni 100 m: se l'aria in cui si trova (quella ferma) ha un gradiente termico verticale (rappresentato con la curva di stato) maggiore di quello secco, cioè >1 °C/100 m, è instabile, se è minore è stabile. Quindi se l'aria che sale, quella calda, si raffredda più lentamente dell'aria in cui si trova, in proporzione diventa sempre più calda e sale sempre di più: l'aria è instabile. Se invece l'aria che sale si raffredda più velocemente dell'aria in cui si trova, a una certa quota raggiunge la stessa temperatura e si ferma: l'aria è stabile. 
Bisogna però considerare ancora un altro fattore: se l'aria calda che sale è umida, cioè sempre, quando la temperatura raggiunge il punto di rugiada, l'umidità inizia a condensare. Quando l'umidità relativa raggiunge il 100%, il vapore acqueo comincia a condensare, e a partire da quella quota si sviluppa la nuvola, in genere un cumulo. Mentre l'aria sale all'interno del cumulo, continua a condensare e la condensazione libera il calore latente di condensazione; per questo motivo l'aria si raffredda più lentamente, secondo il gradiente adiabatico saturo, che in genere vale circa 0,5 °C ogni 100 m, ma aumenta al diminuire della temperatura al suolo, raggiungendo valori simili a quello secco intorno ai -40 °C. Siccome si raffredda più lentamente, l'aria che sale rimane più calda di quella in cui si trova, quindi la corrente ascensionale all'interno della nuvola è più potente e non si ferma anche se l'aria è abbastanza stabile. Se l'aria è umida e instabile, questi fenomeni sono molto più potenti, il cumulo si ingrandisce e diventa un cumulonembo originando un temporale. La stabilità dell'aria influisce anche sul sollevamento orografico.
Il fenomeno delle correnti ascensionali è particolarmente utile per il volo a vela e il volo libero, ma può risultare pericoloso quando origina un temporale. I cumulonembi rappresentano infatti uno dei pericoli più grandi per il volo a vela e il volo libero, poiché si formano spesso repentinamente e in modo imprevisto e generano correnti molto intense, miste a vortici interni di ghiaccio e grandine.

### Principi
Questo fenomeno avviene generalmente per due motivi:
- sollevamento orografico: una massa di aria in movimento (vento) incontra un rilievo, e per superarlo deve salire e poi scendere (convezione forzata).

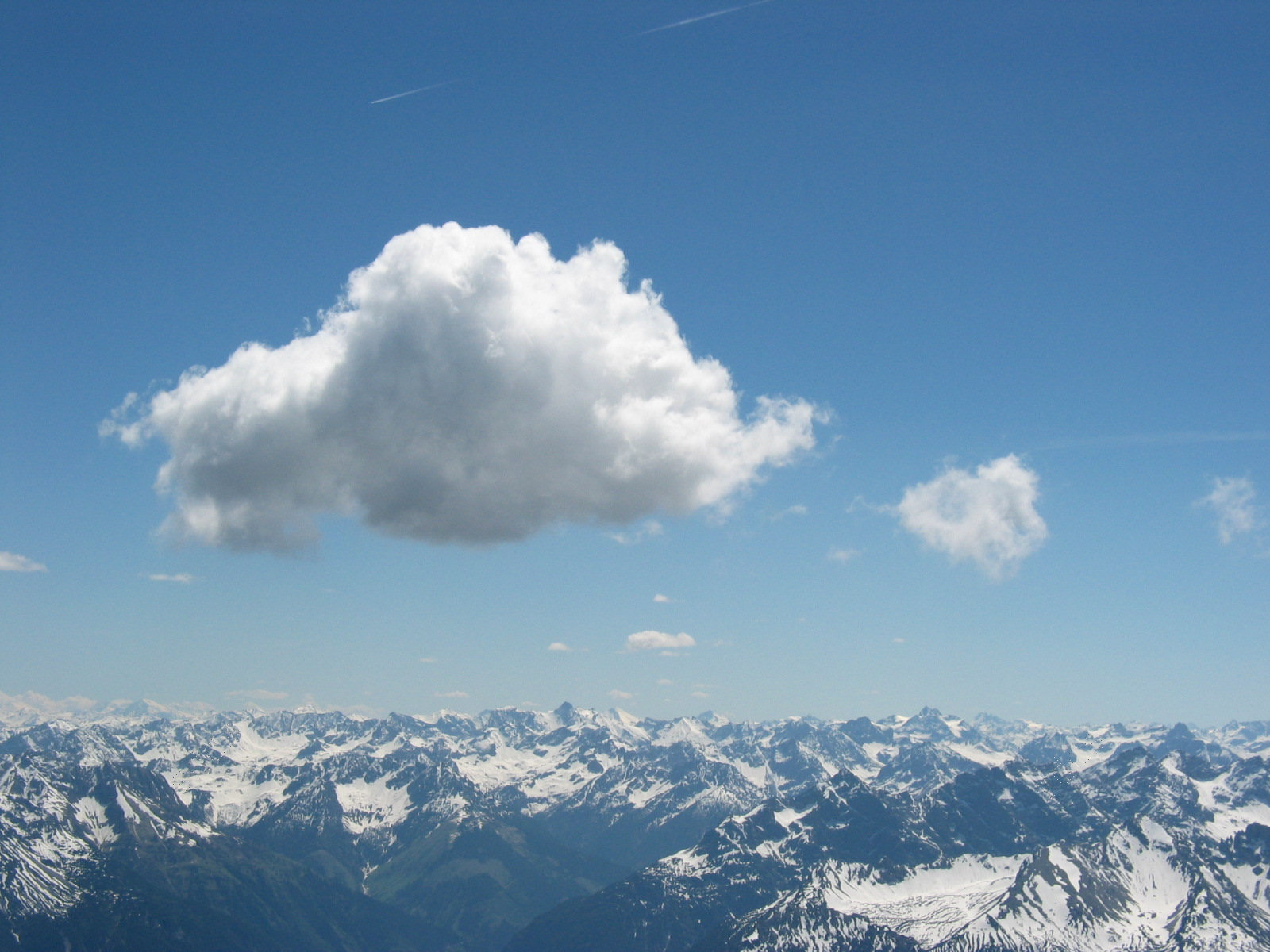
Cumulus humilis

- densità: siccome l'aria calda ha densità minore di quella fredda (pesa di meno a parità di volume), se una massa d'aria viene scaldata, per esempio perché si trova su una roccia scaldata dal sole, diventa più leggera e per convezione incomincia a salire. Però, se l'aria è stabile, dopo un po' la massa in movimento si ferma; se l'aria è invece instabile, la massa in movimento sale sempre di più finché non trova uno strato di aria stabile, cioè sempre: se non accade dopo poche centinaia di metri, prima o poi, tra gli 8.000 m e i 20.000 m incontra la stratosfera, che è stabile: nella stratosfera la temperatura è costante, indipendentemente dalla quota, intorno ai -55 °C.